# Sean Bailey
Sean Bailey é um produtor de cinema e televisão americano, atual é o Presidente de Produções da Disney. Bailey apareceu no início da década de 2000 entrando em parceria com Ben Affleck em vários projetos, incluindo a co-fundação da companhia LivePlanet.
Em 2008, a divisão de filmes da LivePlanet foi dissolvida e unida a Disney para formar a Idealogy Inc, que produziu o filme Tron: Legacy, sequência do filme Tron, de 1982. Em Novembro de 2009, foi anunciado que Bailey irá produzir o remake do filme de 1979: The Black Hole.